# Нучет (Киождеанка)
Нучет (рум. Nucet) насеље је у Румунији у округу Прахова у општини Киождеанка. Oпштина се налази на надморској висини од 256 m.

## Становништво
Према подацима из 2002. године у насељу је живело 413 становника, од којих су сви румунске националности.